# Санто-Стефано-ді-Магра
Санто-Стефано-ді-Магра, Санто-Стефано-ді-Маґра (італ. Santo Stefano di Magra, ліг. Santo Stefano Magra) — муніципалітет в Італії, у регіоні Лігурія,  провінція Спеція.
Санто-Стефано-ді-Магра розташоване на відстані близько 330 км на північний захід від Рима, 85 км на схід від Генуї, 11 км на північний схід від Спеції.
Населення — 9259 осіб (2014).

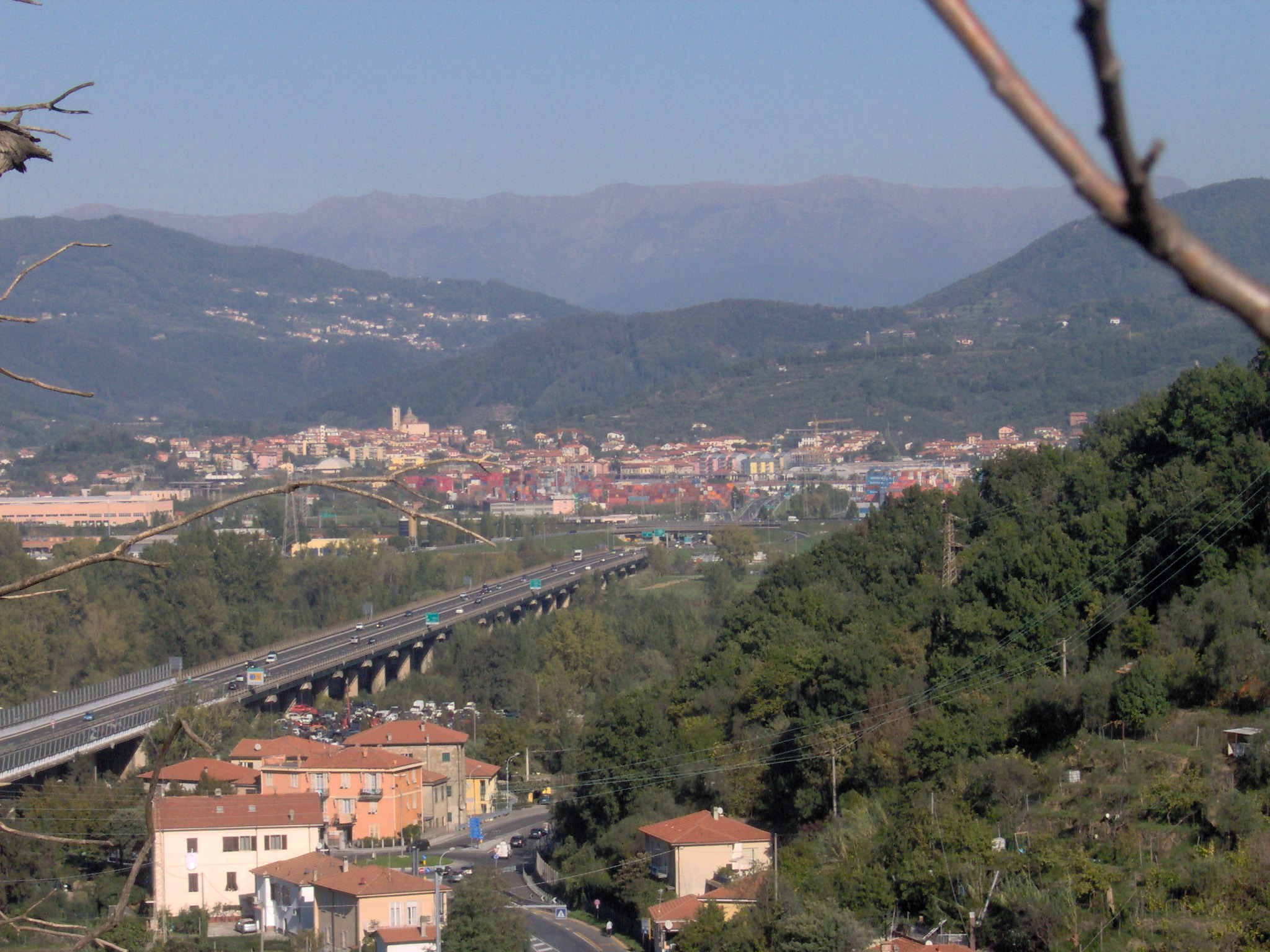

Щорічний фестиваль відбувається 3 серпня. Покровитель — святий Степан Protomartire.

## Демографія
Населення за роками:

Станом на 1 січня 2023 року в муніципалітеті офіційно проживало 808 іноземців з 64 країн, серед них 302 громадяни країн Євросоюзу та 19 громадян України.

## Сусідні муніципалітети
- Аулла
- Болано
- Сарцана
- Веццано-Лігуре